# Синдин, Виктор Григорьевич
Виктор Григорьевич Си́ндин — советский инженер-металлург.

## Биография
С 1934 года работал на ММК имени И. В. Сталина: наладчик смены, с 1940 года начальник стана «300-3», инженер, с 1951 года — заместитель начальника сортопрокатного цеха.
В 1956—1958 годах первый секретарь Сталинского райкома КПСС (Магнитогорск).
В последующем — главный прокатчик ГУМП (Главного управления металлургической промышленности) Минчермета. 

## Награды и премии
- Сталинская премия второй степени (1948) — за разработку и осуществление схемы комплексной автоматизации прокатного стана, обеспечившей значительное повышение его производительности и снижение брака проката
- орден Трудового Красного Знамени (1952).
- медали